# Jamal Ikazban
 (août 2016).
Jamal Ikazban, est un homme politique bruxellois, membre du Parti socialiste (PS) de Molenbeek-Saint-Jean.
Député bruxellois depuis 2009, le socialiste est né le 2 décembre 1970, à Etterbeek, de parents originaires de la région d'Al Hoceima, au Maroc.

## Biographie
A 15 ans, il s'investit comme animateur et travailleur social, à Molenbeek-Saint-Jean. Il a œuvré au sein d'associations qui favorisent le dialogue entre les diverses communautés, et qui luttent contre l'exclusion sociale.   
Il a notamment milité au sein de "SOS Racisme" et de l'Association des Jeunes Marocains. 
En 1992, il devient un soutien de taille pour le Bourgmestre Philippe Moureaux, dans les efforts de réhabilitation des quartiers fragilisés de sa commune. il a participé à la création et à la gestion de la Cellule de Lutte contre l'Exclusion Sociale (CLES), à la mise sur pied des Maisons de Quartier communales ainsi qu'à la création du dispositif d'animation socio-sportif dans les quartiers.  
En 1999, il devient membre du Bureau du Parti socialiste. 
En 2001, il est échevin de la Jeunesse, des Sports, des Propriétés communales et du Protocole, à Molenbeek-Saint-Jean,. Depuis 2002, la commune s'investit pour les jeunes, et notamment pour l'école des Jeunes. 
En 2004, il intègre le cabinet du ministre des Sports en Région de Bruxelles-Capitale, Emir Kir.
En 2012, il rejoint les rangs de l'opposition à Molenbeek-Saint-Jean. Une opposition qui, dès le départ, est très active notamment sur la fin de la gratuité de la garderie au sein des écoles communales.  

## Prises de position et polémiques
En 2010, il milite aux côtés d'autres personnalités politiques, citoyens, et ONG, Amnesty International et de la Ligue des droits de l'homme pour la libération pour raisons médicales du belgo-marocain Oussama Atar (soupçonné d'être le commanditaire des attentats du 13 novembre 2015 en France et des attentats du 22 mars 2016 à Bruxelles) des geôles irakiennes. La famille s'inquiétait de la détérioration de l'état de santé du jeune homme que l'on disait atteint du cancer alors qu'il était détenu dans la prison de Abu Ghraib . L'homme, condamné pour participation à une organisation terroriste, serait atteint du cancer et aurait besoin de soins urgents, non disponibles dans sa prison irakienne. Libéré en 2012, avec l'appui des Affaires étrangères, il rentre en Belgique.  
Fin mai 2012, il critique Sharia4Belgium après l'incident de la Burqa survenus à la commune de Molenbeek-Saint-Jean,. 
En 2013, dans un tweet, il traite Claude Moniquet, un expert en terrorisme, d'« ordure sioniste ».
Jamal Ikazban soutient Ali Aarrass,,, un Belgo-Marocain condamné en appel au Maroc à 12 ans de prison ferme pour terrorisme, sur des aveux de liens avec un trafic d'armes au profit d'un réseau islamiste, obtenus, selon les dires de l'inculpé, sous la torture. 
Le 17 novembre 2015, Jamal Ikazban dépose une plainte auprès du Conseil de Déontologie Journalistique (CDJ) contre le journaliste indépendant Baudouin Peeters pour des propos tenus à son encontre dans l’émission C'est vous qui le dites, de la RTBF (Vivacité). La plainte était recevable et visait initialement aussi le média, mais une solution amiable a été trouvée avec la RTBF qui, depuis lors n'était plus partie à la plainte. En avril 2016, le CDJ a rendu l'avis suivant : « Le Conseil de déontologie journalistique a constaté, ce 13 avril 2016, que Baudouin Peeters, journaliste, a commis des fautes déontologiques dans une intervention diffusée le 16 novembre dans une émission de la chaîne Vivacité (RTBF). Au lendemain des attentats de Paris, il a lancé envers le député Jamal Ikazban des accusations graves, notamment d’antisémitisme et de radicalisme, qui n’étaient pas étayées par des faits avérés et vérifiés ».
En 2016, aux lendemains des attentats de Bruxelles, Jamal Ikazban lance un signal d'alarme concernant des SMS de propagandes djihadistes adressés aux jeunes. Il s'exprime notamment sur TV5, à propos de Daesh qui se nourrit de la précarité sociale de certains jeunes : « Daesh fonctionne comme une secte qui instrumentalise la religion. Notre responsabilité est de trouver des solutions pour éviter de faire de nos jeunes de la chair à canon ».
En mai 2018, Jamal Ikazban publie sur les réseaux sociaux des photos de lui-même prises lors d'une manifestation à Bruxelles en soutien de la Palestine. Sur certains de ces clichés, Ikazban fait un geste de la main qui peut être interprété comme le signe de ralliement des Frères musulmans. Cela lui a valu de nombreuses critiques, et il a retiré ces photos de ses pages personnelles après avoir publié un communiqué dans lequel il affirme n'avoir aucun lien avec la Confrérie des frères musulmans et ne pas partager ses positions.

## Fonctions politiques
- 2001-2006 : échevin de la Jeunesse, des Sports, des Propriétés communales et du Protocole, à Molenbeek-Saint-Jean.
- 2004-2009 : rejoint le cabinet du ministre bruxellois des Sports, où il gère les dossiers infrastructures sportives , Plan Piscine et Subsides Formation des Jeunes.[réf. nécessaire]
- 2006-2009 : échevin chargé du Personnel, des Sports, des Ateliers, du Tourisme, des Festivités, du Protocole, du Charroi, et de la Tutelle sur la Cellule Lutte contre l'Exclusion sociale à Molenbeek-Saint-Jean (CLES).
- Le 23 juin 2009 : élu député bruxellois, il préside la Commission Infrastructure du Parlement.
- 2012-2018 : élu chef de groupe PS (opposition), au Conseil communal de Molenbeek-Saint-Jean.
- 2014-2019: député bruxellois, membre des Commissions Infrastructure et Affaires sociales. Il siège pour la première fois comme député au Parlement de la Fédération Wallonie-Bruxelles (PFWB), où il s'intéresse aux Commissions Jeunesse et Sports. Il est aussi Secrétaire du Bureau du Parlement francophone bruxellois (Cocof).